# Tunnel de Pont Pla
Le Tunnel de Pont Pla est un tunnel routier andorran de 1,26 km entre Andorre-la-Vieille et La Massana construit entre 2003 et 2007.

## Distinction
En 2008, le tunnel a été primé comme le tunnel le plus sécurisé et le mieux réalisé en Europe en 2008.